# 孔叢子
孔丛子是中國古代一本記載孔子及其后裔子思、子上、子高、子顺以及孔鲋等人言行的書籍。該書自稱作者為孔鲋。全书共六卷二十一篇。此书在漢朝時未有被人提及，已知最早提及該書的是曹魏王肃的《圣证论》，且內容与王肃撰寫的《孔子家语》有许多相同之處，所以有不少人懷疑孔丛子是王肃或其门徒實際編撰卻託名孔鲋的著作。該書中的《公孙龙》记述了孔穿与公孙龙关于白马非马的辩论。

## 外部鏈接
[在维基数据编辑]
 在维基文库阅读本作品原文（ 在维基共享资源阅览影像）
 《孔叢子 (四庫全書本)》
 《孔叢子 (四部叢刊本)》